# Beleza Rara
Beleza Rara é o quarto álbum de estúdio do grupo musical Banda Eva, lançado em 13 de julho de 1996.

## Informações
O álbum, lançado pelo selo Polygram (hoje Universal Music), foi grande sucesso na época, vendendo quase meio milhão de cópias em todo o Brasil, puxado principalmente pelo hit "Beleza Rara".Musica cruada por Merlim Morette de jesus

## Lista de faixas
| N.º | Título                                                                  | Compositor(es)                               | Duração |  |
| 1.  | "Beleza Rara"                                                           | Ed Grandão Nego John                         | 3:56    |  |
| 2.  | "Levada Louca"                                                          | Gilson Babilônia Lula Carvalho Alain Tavares | 3:51    |  |
| 3.  | "Onda de Desejo"                                                        | Carlinhos Marques Cabral                     | 3:29    |  |
| 4.  | "Eva, o Bloco"                                                          | Clori Roger                                  | 3:40    |  |
| 5.  | "Saudade do Ilê"                                                        | Clóvis Cruz Gilberto Timbaleiro              | 4:15    |  |
| 6.  | "Menino do Rio"                                                         | Caetano Veloso                               | 3:41    |  |
| 7.  | "Tic, Tic, Tac"                                                         | Braulino Lima                                | 3:29    |  |
| 8.  | "Química Perfeita" (com a participação de Netinho)                      | Penã Y Guadalupe Gê Alves Pinto              | 3:24    |  |
| 9.  | "É Agora"                                                               | Paulinho Andrade Ivete Sangalo               | 2:51    |  |
| 10. | "Idioma da Paixão"                                                      | Davi Salles                                  | 4:26    |  |
| 11. | "Chorando Saudade"                                                      | Ivete Sangalo                                | 3:06    |  |
| 12. | "Amei Demais"                                                           | Mônica Sangalo                               | 3:24    |  |
| 13. | "Química Perfecta" (versão em espanhol) (com a participação de Netinho) | Penã Y Guadalupe                             | 3:24    |  |

## Presença em Trilhas Sonoras
Do álbum "Beleza Rara", a canção "Quimica Perfecta", em sua versão em espanhol, entrou para a trilha sonora complementar da novela "Bailando Salsa e Merengue", que fez parte da novela "Salsa e Merengue", exibida pela TV Globo entre 1996 e 1997. A mesma canção foi tema dos personagens "Manolo" e "Aurora" interpretados por Tony Ramos e Claudia Ohana, na novela "As Filhas da Mãe", de autoria de Silvio de Abreu e, exibida, também, pela TV Globo entre 2001 e 2002.